# Valentín Gómez Gómez
Valentín Gómez Gómez (Pedrola, 29 de octubre de 1843-La Coruña, 27 de noviembre de 1907) fue un escritor, periodista y político español.

## Biografía
Nacido en la localidad zaragozana de Pedrola, de muy joven se trasladó a Calatayud, —donde se le dedicó una calle—. Se vinculó políticamente al carlismo y fue elegido diputado por el distrito electoral de Daroca por la Comunión Católico-Monárquica en las elecciones generales de 1871. Se cree que fue el redactor, durante la tercera guerra carlista, del Manifiesto de Morentín, firmado por el pretendiente Carlos VII.
Posteriormente fundó la Unión Católica con Alejandro Pidal y Mon. Ingresó después en el Partido Conservador y fue gobernador civil de Almería, Burgos y La Coruña. Unos meses antes de morir había sido elegido académico de la Real Academia Española.

## Obras
| - La dama del Rey (1877) - La novela del amor (1879) - El alma de hielo (1881) - La flor del espino (1882) - El celoso de sí mismo (1882) - Arturo (1883?) - El desheredado (1884) - La hija del réprobo (1885) - El soldado de San Marcial (1885) | - La ley de la fuerza (1886) - Los inválidos (1887) - El perro del hospicio (1888) - Los Danicheff o el siervo ruso (1898) - El hombre de cien años (1902) - El hijo del labriego - La caza de una orquídea - El señor de Calcena y La paloma blanca |